# Dobryszyce (comune rurale)
Dobryszyce è un comune rurale polacco del distretto di Radomsko, nel voivodato di Łódź.
Ricopre una superficie di 51,1 km² e nel 2004 contava 4 169 abitanti.
Il capoluogo è Dobryszyce, che non fa parte del territorio ma costituisce un comune a sé.